# Carl Appel
Carl Appel   (Berlín, 17 de maig de 1857 - Breslau, 13 de febrer de 1934) Carl Louis Ernst Appel fou un romanista alemany. Va fer la tesi doctoral sota la direcció d'Adolf Tobler i la va defensar el 1882 a la Universitat de Berlín. La tesi consistí en una edició de l'obra del trobador Peire Rogier.
Des de 1886 fou docent a la Universitat de Königsberg (actual Kaliningrad; aleshores a Prússia) i el 1892 obtingué una plaça de catedràtic a la Universitat de Breslau. Fou rector d'aquesta universitat el curs 1907-1908.
Appel va ser l'editor de nombrosos trobadors, en edicions que, tot i que han deixat de ser actuals, són clàsssiques. S'interessà també per la poesia italiana, amb publicacions sobre Petrarca. També completà el vuitè volum del Provenzalischem Supplementwörterbuch d'Emil Levy. També la Provenzalische Chrestomathie i la Provenzalische Lautlehre s'han convertit en clàssics de l'occitanística.

## Publicacions
- Das Leben und die Lieder des Trobadors Peire Rogier, Berlín 1882
- Die Berliner Handschriften der "Rime" Petrarcas, Berlín 1886
- Provenzalische Inedita aus Pariser Handschriften, Leipzig 1890; 1892 (edició francesa: París 1898)
- Zur Entwicklung italienischer Dichtungen Petrarcas, Halle a.S. 1891
- Provenzalische Chrestomathie, Halle a.S. 1895, 6a edició 1930 (Reimpressions: Hildesheim 1971, Ginebra 1974)
- Die Triumphe Francesco Petrarcas, Halle a.S. 1901
- Gui von Cambrai: Balaham und Josaphas, Halle a.S. 1907
- Der Trobador Cadenet, Halle a.S. 1920 (Reimpressió: Ginebra 1974)
- Bernart von Ventadorn. Seine Lieder, Halle a.S. 1915; 1926
- Provenzalische Lautlehre, Leipzig 1918
- Raïmbaut von Orange, Berlín 1928 (Reimpressió: Ginebra 1973)
- Bertran von Born, Halle a.S. 1931 (Reimpressió: Ginebra 1973)
- Die Lieder Bertrans von Born, Halle a.S. 1932
- Die Singweisen Bernarts von Ventadorn, Halle a. S. 1934

### Miscel·lània d'homenatge
- Festschrift für Carl Appel, Halle a.S. 1927 (Reimpressió: Ginebra 1975)